# Un bacio prima di morire (film)
Un bacio prima di morire (A Kiss Before Dying) è un film del 1991 diretto da James Dearden, tratto da un romanzo di Ira Levin, e interpretato da Matt Dillon e Sean Young.
Dallo stesso romanzo nel 1956 era stato tratto il film Giovani senza domani diretto da Gerd Oswald.

## Trama
Una raffineria di rame di proprietà di Thor Carlsson spedisce ogni giorno metallo sui treni Carlsson Copper, guardato da un ragazzino dalla sua casa accanto ai binari.
Decenni dopo, nel 1987, durante una lezione all'Università della Pennsylvania, Dorothy Carlsson scarabocchia distrattamente il suo matrimonio. Più tardi, cambiandosi in un vestito formale, si imbatte nella sua amica Patricia Farren, ma nega di aver incontrato il suo "uomo misterioso".
Dorothy incontra Jonathan Corliss al municipio. Trovando che l'ufficio delle licenze di matrimonio ha chiuso per pranzo, discutono di come il padre di Dorothy la rinnegherebbe se sapesse cosa sta facendo. 
Convincendo Dorothy ad aspettare sul tetto dell'edificio, si siedono sul parapetto. Dicendo "Mi dispiace, Dorothy. Hai solo te stessa da incolpare", Jonathan la spinge improvvisamente oltre il limite, prendendo l'accendino che si era lasciata nella borsetta.
Il suo corpo si schianta attraverso il lucernario di vetro e cade sul pavimento di marmo sottostante. Tornando al piano di sotto, e dopo aver inviato una lettera nella hall, passa tranquillamente davanti al corpo fracassato di Dorothy mentre una folla si raduna.
Thor e sua figlia Ellen, la gemella di Dorothy, sono scioccati nell'apprendere che Dorothy era incinta e leggono quello che sembra essere il suo biglietto di suicidio, inviato il giorno in cui è morta. Ellen non riesce a credere che sua sorella si sia uccisa. Jonathan torna nella sua casa della classe operaia a Pittsburgh con ritagli sulla famiglia Carlsson, in particolare i suicidi della moglie e del figlio di Thor.
Promettendo a sua madre di fare qualcosa della sua vita, Jonathan fa l'autostop a New York, accettando un passaggio da Jay Faraday, un vagabondo bohémien i cui genitori sono morti sul volo Korean Air Lines 007.
Quattro mesi dopo, Ellen sta lavorando alla Castle House, un programma di rifugio e sensibilizzazione. 
Indagando sulla morte di Dorothy, Ellen incontra il detective Dan Corelli a Filadelfia. Mostrandogli il disegno che Dorothy ha fatto del suo matrimonio, datato il giorno della sua morte, e notando che è morta al di fuori dell'ufficio delle licenze di matrimonio, Ellen suggerisce che Dorothy sia stata attirata con la promessa di matrimonio e uccisa da un fidanzato, ma Corelli respinge la sua teoria.
Ellen va al campus, dove Patricia rivela che Dorothy stava uscendo con qualcuno. Ellen trova l'ex fidanzato di Dorothy, Tommy Roussell, che spiega che ha avuto un crollo dopo la sua relazione con Dorothy ed era fuori da scuola quando è morta. Ricordando che poi usciva con un altro studente, Tommy porta Ellen nel suo appartamento per mostrarle la foto dell'annuario dell'uomo.
Ellen aspetta fuori, mentre Jonathan la insegue nella sua auto. Tommy trova la foto di Jonathan, ma Jonathan lo strangola, scrive una nota di suicidio sul computer di Tommy ammettendo di aver ucciso Dorothy e mette in scena il suo suicidio. Ellen è rimasta convinta che Tommy abbia ucciso Dorothy.
Ellen torna a casa a New York e arriva il suo ragazzo: Jonathan, che ha assunto l'identità di Jay Faraday. La loro relazione si sviluppa, lavorando insieme a Castle House, e "Jay" impressiona Thor con la sua ambizione. Ellen e Jay si sposano e lui si unisce a Carlsson Copper.
Intercettando una chiamata da Patricia, che si sta dirigendo a New York dopo aver ricordato l'identità del fidanzato di Dorothy, Jay fa in modo che Patricia aspetti nella sua camera d'albergo una chiamata da Ellen il giorno dopo.
Lì, strangola Patricia, smezzandola nella vasca da bagno e infilando il suo cadavere in una valigia prima di uscire con Ellen. Dopo averla portata a casa, scarica la valigia nell'East River.
Un detective della polizia che indaga sulla scomparsa di Patricia informa Ellen che il suo nome e il suo numero erano nel diario di Patricia.
Sospettoso, Ellen conferma con i genitori di Tommy che era istituzionalizzato al momento della morte di Dorothy. Ellen chiede a Corelli di riaprire l'indagine, senza risultati.In un bar con Ellen, Jay viene riconosciuto come Jonathan Corliss da un conoscente di Filadelfia, ma insiste che si sbaglia, alla fine lo colpisce.
Sconvolta, Ellen cerca un annuario UPenn e trova una foto di Jonathan. Lei rintraccia la madre di Jonathan, che dice che Jonathan si era suicidato tre anni prima, anche se il suo corpo non è mai stato trovato. Visitandola nella casa in cui è cresciuto, Ellen viene a conoscenza della sua infanzia. Sua madre se ne va ed Ellen si intrufola dentro per perquisire la stanza di Jonathan, trovando la sua valigia di ritagli sulla sua famiglia e sull'accendino di sua sorella.
Jonathan, dopo averla seguita, confessa di aver ucciso Faraday e di aver assunto la sua identità. Ha pianificato di sposarsi con la famiglia Carlsson, ma la gravidanza non pianificata di Dorothy significava che sarebbe stata diseredata.
Jonathan si prepara a strangolare Ellen, che fugge dalla casa sui binari del treno. Inseguendo, Jonathan viene investito da un treno Carlsson, nello stesso punto in cui guardava i treni passare da bambino.

## Accoglienza

### Critica
«Thriller ripetitivo e saturo di citazioni hitchcockiane... La storia è piuttosto sciatta ma gli attori sono convincenti.» *½ 

## Riconoscimenti
- 1991 – Razzie Awards
  - Peggior attrice protagonista a Sean Young
  - Peggior attrice non protagonista a Sean Young